# Igor Bišćan
Igor Bišćan (sinh ngày 04 tháng 5 năm 1978) là một cầu thủ bóng đá chuyên nghiệp người Croatia, hiện đang chơi cho câu lạc bộ Dinamo Zagreb vào tháng 4 năm 2012 theo một hợp đồng chuyển nhượng tự do. Igor từng đến Anh và chơi cho câu lạc bộ Liverpool và sau đó qua Hy Lạp chơi cho Panathinaikos theo một hợp đồng cho mượn.

## Tại Liverpool
Do chơi ấn tượng tại Giải vô địch U-21 châu Âu ở Slovakia diễn ra vào mùa hè năm 2000, Liverpool mang anh về sân Anfield trước khi các câu lạc bộ Juventus, Barcelona, Ajax và AC Milan. Liverpool đã phải bỏ ra 5.5 triệu đô để chiêu mộ tiền vệ trung tâm này từ câu lạc bộ Dinamo Zagreb vào năm 2000.
Chỉ hai ngày sau khi ký hợp đồng với Liverpool anh đã tham dự trận gặp Ipswich. Dù Liverpool thua 1-0 nhưng phần nào anh đã thể hiện được khả năng của mình với những pha xử lý kĩ thuật khá tinh tế, những cú chạm bóng nhạy cảm. Igor đã chơi rất hay trong vai trò 1 tiền vệ trung tâm ở mùa giải Liverpool làm cú ăn 3 nhưng Gerard Houllier lại liên tục thử nghiệm anh ở những vị trí như tiền vệ trái, tiền vệ phải, hậu vệ phải và trung vệ.
Huấn viên Gerard Houllier cho anh chơi ở vị trí trung vệ nhưng dưới thời Rafael Benitez, Biscan được trở về chơi ở vị trí quen thuộc và đã có những trận đấu tốt ở Champions League như trận gặp Deportivo La Coruna, Bayer Leverkusen, Juventus và Chelsea.